# Тибетские мусульмане

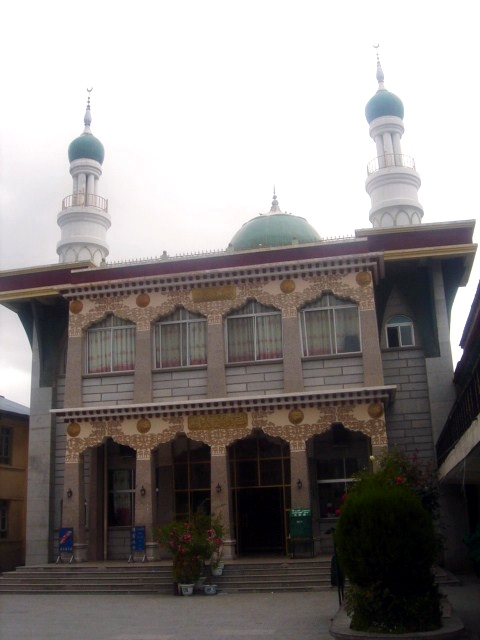
Лхасская соборная мечеть

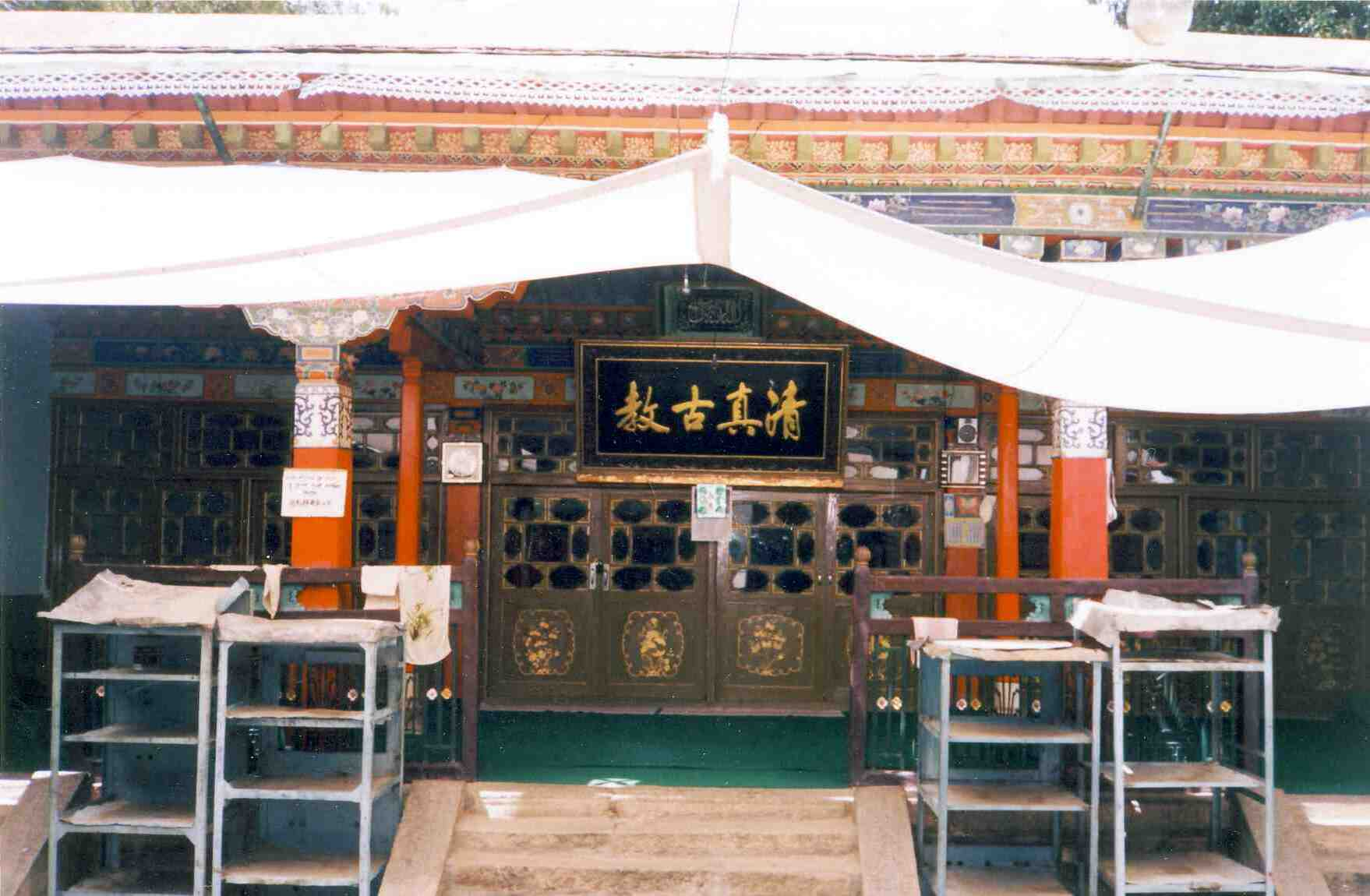
Вход в старую мечеть в Лхасе (1993 г.)

Тибетские мусульмане, также известные по их самоназванию кхачхе (тиб. ཁ་ཆེ་, Вайли kha-che, рус. транс. кхачхе) — субэтнос тибетцев, отличающийся исповеданием ислама суннитского толка, а не буддизма, как остальные тибетцы. Правительство КНР не признаёт кхачхе отдельным от тибетцев народов, в отличие, например, от хань-мусульман. Тибетское слово кхачхе буквально означает «кашмирцы». Мусульманская община Тибета очень разнообразна, помимо тибетцев среди мусульманского населения есть собственно кашмирцы, китайцы, непальцы, выходцы из Индии.

## История
Первые контакты между тибетцами и мусульманами относятся примерно к середине восьмого века. Несмотря на смутные знания мусульман о Тибете, в нескольких книгах упоминается Тибет. Одним из таких источников является трактат Гардизи под названием «Зайн аль-ахбар». В ней описывается природа Тибета, фантастическое происхождение тибетцев (через химьяритов), божественность царя, основные товары Тибета (например, мускус) и описание торговых путей в Тибет и из Тибета. Другой трактат, Худуд аль-алам, написанный неизвестным автором в 982 или 983 году в Афганистане, описывает в основном географию, даёт современные на тот момент политические сведения и краткие описания тибетских регионов, городов, посёлков и других населённых пунктов. В этом источнике есть первое прямое упоминание о присутствии мусульман в Тибете. Согласно ему в Лхасе была одна мечеть и небольшая мусульманская община.
Во время правления Сеналега (799—815 гг.) на западе Тибета шла затяжная война с арабами. Похоже, что тибетцы захватили некоторое количество арабских войнов в плен и заставили их служить на восточной границе в 801 году. Тибетские войска доходили до Самарканда и Кабула. Примерно в 812 или 815 году арабские войска начали одерживать верх, и тибетский правитель Кабула подчинился арабам и принял ислам.